# Crambione mastigophora
Crambione mastigophora — вид сцифоїдних медуз родини Catostylidae.

## Поширення
Вид поширений в Індійському та на заході Тихого океанів.

## Опис
Купол діаметром 25-40 см, високий, дугоподібний. Через прозоре тіло видно чотири гонади, що розташувалися хрестоподібно. Мезоглея товста в центрі, а край тонший. Забарвлення тіла біле або блідо-коричневе, лише статеві залози рожевого або червоного кольору. Від купола відходять 8 товстих ропалій та 8 тонких і довгих ловчих щупалець. Кожне щупальце має відгалуження. На щупальцях є жалкі клітини кнідоцити, які є небезпечними для людини — можуть спричиняти на шкірі болючі опіки.